# تربعين الشمالية (الڭوزات)
تربعين الشمالية هي إحدى مشيخات المملكة المغربية، تتبع جغرافيا لإقليم تازة وإداريًا لالڭوزات. يقدر عدد سكانها بـ 1268 نسمة حسب الإحصاء الرسمي للسكان والسكنى لسنة 2004.